# ᴓ
Cette page contient des caractères spéciaux ou non latins. S’ils s’affichent mal (▯, ?, etc.), consultez la page d’aide Unicode.
ᴓ (uniquement en minuscule), appelé o barré couché, est une lettre additionnelle de l’alphabet latin qui est utilisée dans l'alphabet phonétique ouralien. Elle est composée d’un o barré couché à 90° ‹ ø ›.

## Utilisation
Dans l’alphabet phonétique ouralien, o barré couché ‹ ᴓ › est un symbole utilisé pour représenter une voyelle[Laquelle ?] à la prononciation réduite, l’o barré ‹ ø › représentant une voyelle et les voyelles culbutées (ou couchées à 90°) indiquant une prononciation réduite.

## Représentations informatiques
Le o barré couché peut être représenté avec les caractères Unicode (Extensions phonétiques) suivants :
| formes    | représentations | chaînes de caractères | points de code | descriptions                           |
| --------- | --------------- | --------------------- | -------------- | -------------------------------------- |
| minuscule | ᴓ               | ᴓ                     | U+1D13         | lettre minuscule latine o barré couché |